# Rick Rosner
Richard „Rick“ Rosner (* 8. Mai 1941 in Englewood, New Jersey) ist ein US-amerikanischer Fernsehproduzent und Drehbuchautor.

## Leben
Rosner ist der Sohn von Alfred Donald Rosner und Sylvia Miller und wuchs in Englewood auf; sein Vater verkaufte Versicherungen.
Nachdem Rosner sein Studium der Tiermedizin am „New York State College of Veterinary Medicine“ der Cornell-Universität in Ithaca abgebrochen hatte, nahm er am „NBC Page Program“ der National Broadcasting Company in den Studios von NBCUniversal in New York City und den Universal Studios in Kalifornien teil – heute ein zwölf Monate umfassendes bezahltes Stipendium.
Im Jahr 1963 machte Rick Rosner seinen Bachelor an der Lehigh University in Bethlehem im Osten Pennsylvanias. Während eines Praktikums beim Los Angeles County Sheriff’s Department kam ihm die Idee zu seiner Erfolgsserie CHiPs; im Jahr 1973 wurde er zu einem Reserve Deputy Sheriff (dt. „Hilfssheriff“) des Los Angeles County ernannt.
Rosner lebte zuletzt in Marina Del Rey in Los Angeles. Sein Neffe ist der Schauspieler Jonathan Baker.

## Karriere
Nachdem er das „NBC Page Program“ erfolgreich absolviert hatte, wurde er Produzent bei Allen Funts Candid Camera, die zur Vorlage vieler Versteckte-Kamera-Adaptionen weltweit wurde. Später wurde Rosner ein Produzent der Mike-Douglas-Talkshow, für die er auch Folgen als Autor beisteuerte; parallel schrieb er Drehbücher für einige Fernsehfilme. Über die Zeit wurde er zu einem leitenden Angestellten bei Warner Brothers Entertainment.
Während eines Tauchseminars für Steve Allen hatte er sich mit Mitgliedern des Los Angeles County Sheriff’s Department angefreundet und begleitete Beamte beim Einsatz. Als er die Motorradpolizisten der Einheit bei einer Einsatzpause sah, kam ihm die Idee zu CHiPs und er begann die Hauptfiguren und das Format der Fernsehserie zu entwickeln: zwei Motorradpolizisten der California Highway Patrol und deren Erlebnisse. 1975 wurde Rosner zudem Vizepräsident für Programmentwicklung im Bereich Unterhaltungsprogramme (engl. variety program) bei NBC.
CHiPs wurde zu einem großen Erfolg und es wurden insgesamt 138 Folgen der Serie zwischen 1977 und 1983 produziert, bei denen Rosner teilweise als ausführender Produzent und später als Berater mitwirkte. Bei einem Fernsehfilm zur Serie im Jahr 1998 und beim 2005 angekündigten und 2017 erschienenen Kinofilm, mit Wilmer Valderrama in der Hauptrolle, war Rosner ebenfalls ausführender Produzent. Neben CHiPs schuf Rosner auch die zentralen Charaktere und das Konzept von Lotterie, einer kurzlebigen Fernsehserie, die von 1983 bis 1984 von Rosners eigener Produktionsfirma in Zusammenarbeit mit Orion Television realisiert wurde.
Ab den 1980er Jahren produzierte Rosner auch zunehmend Spielshows für das Fernsehen.
Die erste Show namens Just Men! wurde aufgrund geringer Einschaltquoten abgesetzt: die von Betty White moderierte Sendung aus dem Jahr 1983 wurde zur Mittagszeit ausgestrahlt und konnte so nur wenige Zuschauer erreichen. In Zusammenarbeit mit Orion Television produzierte Rosner daraufhin ein Neuauflage von Hollywood Squares, für die Orion 1982 über Filmways die Formatrechte erworben hatte. The New Hollywood Squares lief von 1986 bis 1989 in der in den Vereinigten Staaten üblichen Content-Syndication.
Rosners letzte Spielshow, Caesars Challenge, wurde durch die Insolvenz von Orion gemeinsam mit „Stephen J. Cannell Productions“ produziert. Ursprünglich ebenfalls nur für die Syndication geplant, wurde die Show 1993 im Hauptprogramm von NBC ausgestrahlt und war somit die letzte neue Spielshow, die auf dem Sender debütierte. Durch das allgemein nachlassende Interesse der Zuschauer an Spielshows wurde Caesars Challenge bereits sieben Monate später – im Januar 1994 – abgesetzt und war für lange Zeit auch die letzte neue Spielshow im US-amerikanischen Fernsehen. Erst im Jahr 2009 brachte CBS eine Wiederauflage von Let’s Make a Deal in das Programm.
Als Rosner Mitte der 1990er Jahre nach Coldwater Canyon zog und er dort kein Kabelfernsehen beziehen konnte, ließ er sich von einem Produktionsassistenten eine Satellitenschüssel und DirecTV besorgen – dieses war zu dieser Zeit an der Westküste noch wenig verbreitet. Zu Dreharbeiten brachte er seine Set-Top-Box mit, kaufte oder mietete sich vor Ort Satellitenschüsseln und befestigte diese teilweise mit Klebeband. Dieser Aufwand brachte ihn dazu, über eine mobile Satellitenschüssel nachzudenken, die sich wie ein Gepäckstück zusammenfalten lässt. Mit der Idee trat Rosner an DirecTV heran und in gemeinsamer Zusammenarbeit entstand ein portables Satellitensystem, das auf der Consumer Electronics Show in Las Vegas 2007 vorgestellt wurde.
Rosner ist Mitglied der Writers Guild of America (WGAW), der ihr angeschlossenen Screen Writers Guild und der National Academy of Television Arts and Sciences (NATAS). Er wurde von Albert Nelson Marquis „Who’s Who?“ als nennenswerter Fernsehproduzent geführt.

## Auszeichnungen
1974 wurde Rosner in der Kategorie „Special Classification of Outstanding Program and Individual Achievement“ (dt. Besondere Klassifizierung für herausragende Programme und Einzelleistungen) für die Folge „Warner Bros. Movies – A 50 Year Salute“ (1973) der Sendereihe „ABC’s Wide World of Entertainment“ für den Primetime Emmy Award nominiert. Den Preis teilte er sich mit dem Produzenten Lawrence Einhorn.

## Filmografie (Auswahl)

### Produzent
- 1969: Della (Fernsehserie)
- 1971: The Allen Show (Fernsehshow)
- 1973: ABC’s Wide World of Entertainment (Dokumentation)
- 1975: Luftpiraten (Fernsehfilm)
- 1977–1983: CHiPs (Fernsehserie; Produzent und Berater)
- 1979: 240-Robert (Fernsehserie)
- 1983: Just Men! (Spielshow)
- 1983: Lotterie (Fernsehserie)
- 1986–1989: The New Hollywood Squares (Spielshow)
- 1993: Caesar’s Challenge (Spielshow)
- 1996: Blitzschlag im Cockpit – Katastrophe in den Wolken (Fernsehfilm)
- 1998: CHiPs ’99 (Fernsehfilm; auch Regie)
- 2017: CHiPs

### Drehbuch
- 1975: Luftpiraten (Fernsehfilm)
- 1977–1983: CHiPs (Fernsehserie)
- 1979–1981: 240-Robert (Fernsehserie)
- 1983: Just Men! (Spielshow)
- 1986–1989: The New Hollywood Squares (Spielshow)
- 1993: Caesar’s Challenge (Spielshow)
- 1996: Blitzschlag im Cockpit – Katastrophe in den Wolken (Fernsehfilm)
- 1998: CHiPs ’99 (Fernsehfilm)
- 2017: CHiPs